# Julio Nava
Julio César Nava García (* 29. Dezember 1989 in Martínez de la Torre, Veracruz) ist ein mexikanischer Fußballspieler.
Nava gab sein Debüt für den CD Guadalajara in der mexikanischen Primera División am 5. August 2007 in einem Spiel gegen die Pumas de la UNAM, das im Estadio Olímpico Universitario ausgetragen wurde und 1:1 endete. Später spielte er in mehreren Etappen für den Querétaro Fútbol Club und auch mehrere Jahre für den Chiapas FC. In dieser Zeit wurde er 2015 nach einem auf Betamethason positiven Dopingtest für acht Monate gesperrt. Zwischen 2017 und 2020 stand er bei den Dorados de Sinaloa unter Vertrag und danach war er in der Apertura 2021 in Diensten des CD Tepatitlán de Morelos. Seit 2025 spielt er für Penya Encarnada d’Andorra.